# Thrasybule de Syracuse
Pour les articles homonymes, voir Thrasybule.
Thrasybule de Syracuse, en grec ancien Θρασύβουλος, est le troisième tyran de Syracuse de 466 à  465 av. J.-C.

## Biographie
Thrasybule appartient à la famille des Dinoménides, descendant des premiers colons de la cité grecque de Gela venus de Télos. Il est le quatrième fils de Dinomène le Vieux et le frère cadet de Gélon, Hiéron et Polyzalos. Il combat avec eux lors de la guerre qui oppose les cités de Gela et Agrigente à Himère. En 491 av. J.-C., Gélon prend le pouvoir comme tyran de Gela, devenue la plus puissante cité grecque de Sicile grâce aux conquêtes d'Hippocrate. En 485 av. J.-C., il impose son autorité sur Syracuse, laissant Gela à son frère Hiéron. À sa mort, en 478 av. J.-C., Hiéron récupère Syracuse, cédant cette fois Gela à Polyzalos, qui épouse également la veuve de Gélon, Damarete.
En 466 av. J.-C., à la mort d'Hiéron, Thrasybule obtient le pouvoir à Syracuse en convainquant le fils de Gélon d'abandonner ses prétentions. Mais son caractère violent lui attire l'hostilité des principales familles de Syracuse. Aristote, dans sa Politique, rapporte une anecdote montrant la brutalité de Thrasybule, qui cherchait à réprimer les conspirations des citoyens les plus puissants de la cité et aurait envoyé un messager demander conseil à Périandre, le tyran de Corinthe :

« Pour toute réponse à l'envoyé qui venait lui demander conseil, il [Périandre] se contenta de niveler une certaine quantité d’épis, en cassant ceux qui dépassaient les autres. Le messager ne comprit rien au motif de cette action ; mais Thrasybule, quand on l'en informa, comprit fort bien qu'il devait se défaire des citoyens puissants. »

Finalement, la population de Syracuse se soulève contre Thrasybule en 465 av. J.-C. Les rebelles reçoivent l'appui d'une large alliance des cités grecques d'Agrigente, Himère et Sélinonte, soutenue par des troupes sicules. Thrasybule ne peut résister que durant onze mois et peut simplement négocier son exil à Locres. Un régime de type démocratique est mis en place par les vainqueurs. Leur victoire est célébrée chaque année, jusqu'au IIIe siècle av. J.-C., par des fêtes en l'honneur de Zeus Eleutherios.